# Toni Schönecker
Toni Schönecker (1. listopadu 1893 Falknov nad Ohří/Sokolov – 2. listopadu 1979 Wangen/Allg, SRN) byl malíř a grafik, významný sokolovský rodák.

## Život
Byl žákem mnichovského profesora Hermanna Gröbnera, u kterého studoval na mnichovské malířské akademii v letech 1919–1923. Tvořil v Sokolově a okolí a v Německu. V letech 1907–1910 se vyučil ve Falknově (Sokolově) fotografem. V letech 1914–1918 se účastnil 1. světové války. V roce 1918 působil v Mnichově u dvorního fotografa F. Grainera.
Od roku 1924 bydlel opět ve Falknově (Sokolově) a působil jako umělec na volné noze. Ve sbírkách sokolovského muzea je jeho plátno veduta Sokolova, které namaloval podle starší předlohy. Po druhé světové válce byl odsunut do Německa, kde také vytvořil různá díla, např. v Marktredwitz. Je znám hlavně jako tvůrce sgrafit. Zemřel v městě Wangen v Allgau.
Pamětní deska Toniho Schöneckera na domě č. p. 692 v dnešní ulici Karla Havlíčka Borovského v Sokolově, kde umělec žil, byla odhalena 16. 4. 2008.

## Realizace
- socha Krista na tzv. Glorietu (památník padlým z 1. světové války na vrchu Hard v Sokolově), 1933. Socha byla zničena během 2. sv. války.
- památník padlým turnerům u krytého bazénu v Sokolově, 1925
- fresky v hřbitovní kapli v Sokolově (zničeno)
- freska na kostele sv. Kunhuty v Královském Poříčí, 1933
- Frauentor Wangen (sgrafito), 1950
- Egerlaender Bilderbogen v Marktredwitz (nástěnná malba), 1972
- památník starého Falknovska ve Schwandorfu (SRN)
- mnoho dalších maleb a grafických listů